# Autoroute Moscou-Saint-Pétersbourg
Pour les articles homonymes, voir M11.
L'autoroute Moscou Saint-Pétersbourg M-11 « Néva » (en russe : Скоростная автомобильная дорога Москва — Санкт-Петербург М-11 «Нева») est une autoroute fédérale à péage russe qui relie Moscou, la capitale de la Russie, à Saint-Pétersbourg, deuxième ville la plus peuplée du pays. 
Débuté en 2005, elle fut créée comme une alternative payante à la M10, souvent embouteillée et traversant de nombreux villages et villes. L'autoroute a transportée en 2020 plus de 8 millions d’automobilistes. Elle fait partie de la route asiatique 8 et de la route européenne 105. Elle mesure 669 kilomètres, répartis entre 4 oblasts et deux villes d'importances fédérales ; l'oblast de Moscou sur 90 km, puis celui de Tver sur 253 km, l'oblast de Novgorod sur 233 km et celui de Léningrad sur 75 km. 
L'autoroute est entièrement sous concession, fait rare en Russie, et c'est d'ailleurs la première autoroute fédérale à être totalement aux normes autoroutières. La première section de l'autoroute dont la construction et la concession sur 30 ans est assuré par une société de Vinci Concessions a été terminée en novembre 2014, et, mis à part le nord de Tver, les autres sections ont été ouvertes le 27 novembre 2019 lors de l'inauguration de l'autoroute par le président Vladimir Poutine. Le projet a coûté au total plus de 148 milliards de roubles à l'État russe et aux investisseurs privés. Le 16 juillet 2024, la section manquante au nord de Tver est inaugurée par le président Poutine.

## Historique
La construction de l'autoroute Moscou-Saint-Pétersbourg a rencontré de vives protestations d'associations de protection de l'environnement et de résidents, principalement à cause d'une partie du tracé qui passe dans la forêt de Khimki devant déboiser à l'origine 144 hectares. Une soixantaine de militants ayant pris parti contre le tracé de l'autoroute ou de journalistes ayant relaté l'affaire et ses cas de corruption ont été passés à tabac (voir Mikhaïl Beketov). Devant le tollé, le chantier a été stoppé en août 2010 par le président de la fédération de Russie Dmitri Medvedev mais réactivé peu après en décembre 2010. En 2012, on annonce que moins de 10 hectares seront touchés.

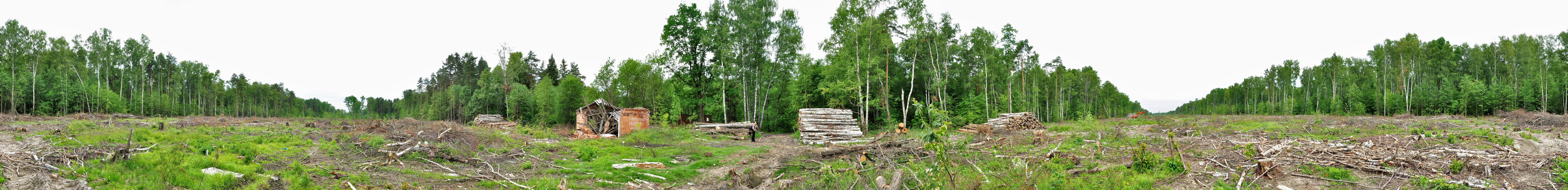
Abbatage d'arbre en 2016 dans la forêt de Khimki.

En juin 2013, Russie-Libertés, Sherpa, CEE Bankwatch Network, MOBO Princip et des écologistes russes, dont Evguenia Tchirikova, déposent plainte auprès du parquet de Nanterre contre Vinci Concessions Russie et contre X sur des soupçons de corruption dans le cadre de la passation d'un marché public pour la construction et la concession d'exploitation de l'autoroute Moscou-Saint-Pétersbourg,. La plainte est appuyée par des éléments collectés avec l'aide de journalistes russes. Les demandeurs mettent en cause les conditions de l'appel d'offres, l'implication de hauts fonctionnaires et de l'oligarque Arkadi Rotenberg, ainsi que des ramifications financières aboutissant à Chypre, pays considéré comme un paradis fiscal.

## Caractéristiques

### Principales caractéristiques
La route est globalement parallèle à l'autoroute M10 déjà existante, mais qui était mal éclairée, vieillissante et qui traversait de nombreuses localités.

Tracé de l'autoroute Moscou-Saint-Pétersbourg dans la forêt de Khimki.

Son tracé part de Moscou, traverse l'oblast de Moscou (90 km), l'oblast de Tver (253 km), l'oblast de Novgorod (233 km), l'oblast de Léningrad (75 km) et finit à Saint-Pétersbourg. La longueur totale est d'environ 700 kilomètres. Elle permet de relier les deux plus grandes villes russes en 6 heures, contre plus de 10 heures auparavant. 

## Itinéraire

### Moscou et oblast de Moscou
District administratif nord

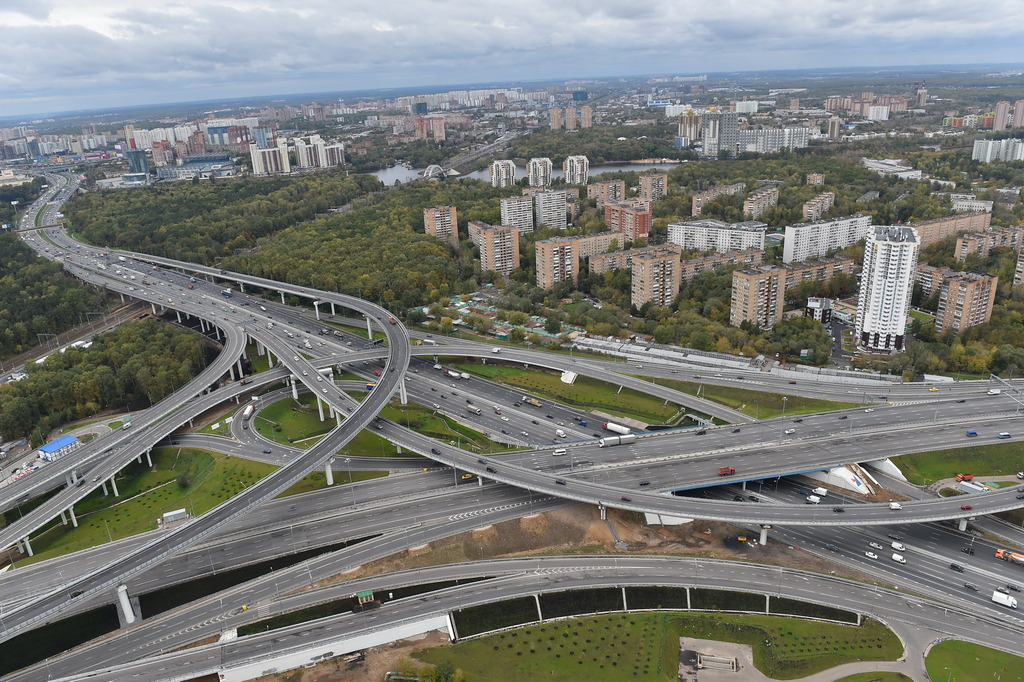
Début de l'autoroute, elle se situe à droite de l'image.

- Début de l'autoroute, elle se situe à droite de l'image.  Échangeur entre ,  et Voie rapide du nord-est (CBX), km 15

Okroug urbain de Khimki, km 16
- Échangeur entre , autoroute Likhatchyovskoïe (vers Dolgoproudny) et rue de la Bibliothèque (vers Khimki)
- Pont sur le canal de Moscou, km 18
- Péage de Moscou (à système fermé), km 21
- Aire de service, km 23
- Possibilité de demi-tour (sens sud), km 22
- Échangeur entre  et l'autoroute de Mejdounarodnoïe (vers Chérémétiévo-2), km 25
- Sortie vers Chérémétiévo-1, km 28

Raïon de Solnetchnogorsk, km 30
- Sortie sur la , km 37
- Échangeur entre  et , km 47
- Échangeur entre  et , km 49
- Échangeur entre  et , km 59
- Aire de service (sens sud), km 64
- Sortie vers Solnetchnogorsk, km 67
- Aire de service (sens nord), km 71

Raïon de Kline, km 79
- Sortie sur l' vers Kline, km 91
- Sortie vers Kline-nord, km 98
- Aire de repos, km 105

### Oblast de Tver
Raïon de Konakovo, km 112
- Sortie vers Konakovo, km 124
- Sortie obligatoire vers la  et Tver-sud, km 147

Raïon de Kalinine, km 148
Future contournement de nord de Tver, en construction (km 147 - 208)
- Sortie obligatoire vers la  et Tver-nord, km 208
- Sortie vers la 28K-0906, km 215

Raïon de Torjok, km 218
- Sortie vers la  et Torjok, km 258

Raïon de Spirovo, km 266
- Pont sur la Tvertsa, km 266

Raïon de Vychni Volotchek, km 275
- Aire de repos, km 282
- Pont sur la Tsna, km 309
- Aire de repos, km 310
- Aire de service (sens sud), km 313
- Sortie vers la  vers Vychni Volotchek, km 330

Raïon de Bologoïe, km 334
- Sortie vers la 28A-0150 vers Bologoïe et Koujenkino, km 348
- Aire de repos, km 368
- Aire de repos, km 388

### Oblast de Novgorod
Raïon de Okoulovka, km 389
- Sortie vers Ouglovka, km 403
- Aire de repos, km 419
- Aire de service , km 424
- Sortie vers la , vers Okoulovka, km 445

Raïon de Malaïa Vichera, 476
- Aire de service , km 478
- Pont sur la Msta, km 480

Raïon de Novgorod, km 515

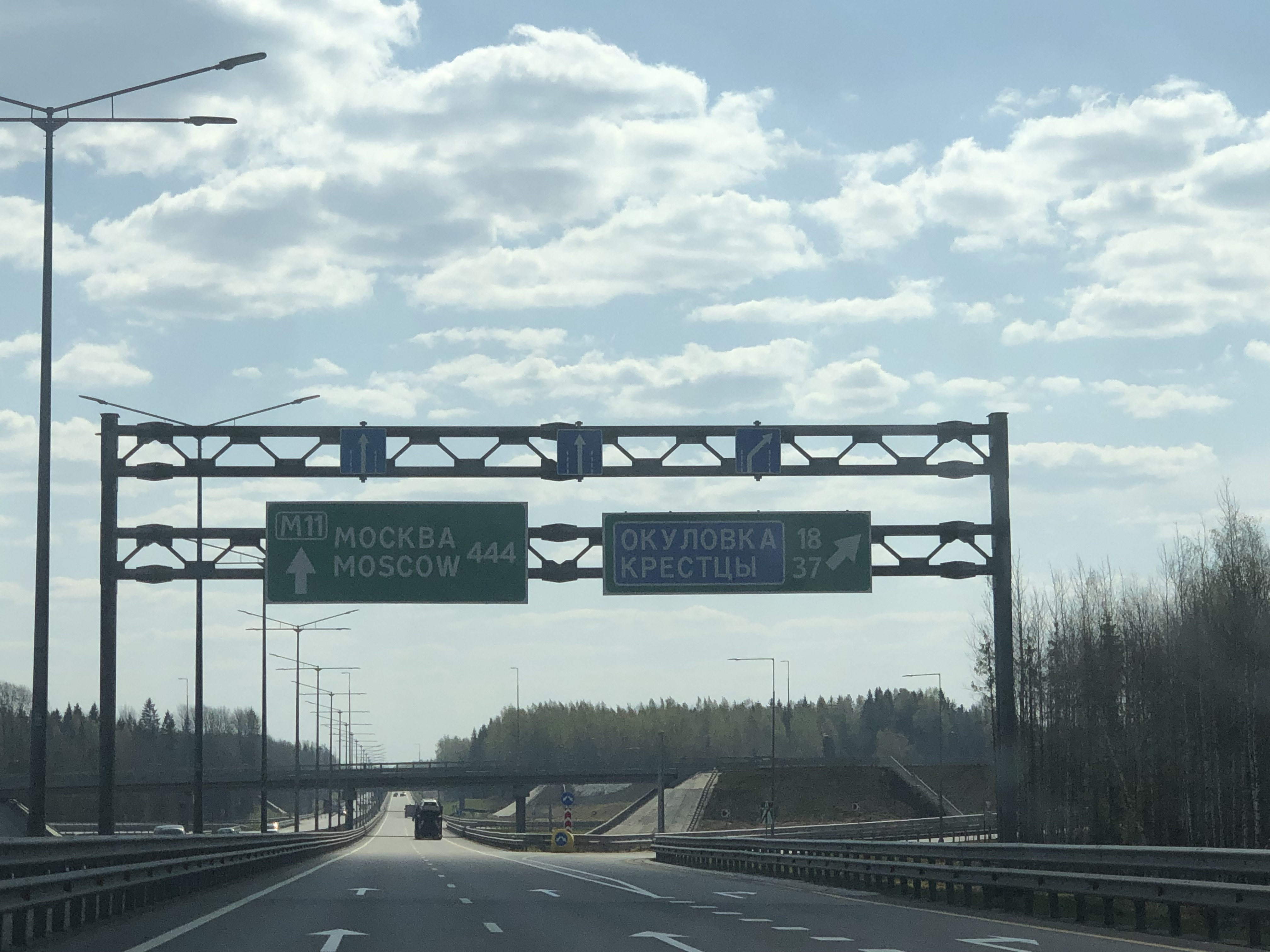
Sortie vers Okoulovka.

- Sortie vers Malaïa Vichera, km 524
- Pont sur le Volkhov, km 540
- Sortie sur la  vers Novgorod, km 547

Raïon de Tchoudovo, km 557

### Oblast de Léningrad et Saint-Pétersbourg
Raïon de Tosno, km 574
- Aire de service , km 585
- Aire de repos, km 604
- Aire de repos, km 624
- Pont sur la Tosna, km 632
- Sortie sur l' vers Tosno, km 650
- Possibilité de demi-tour (dans les deux sens), km 657
- Pont sur l'Ijora, km 665
- Aire de service , km 667

District de Pouchkine, km 667
- Sortie vers la , Telmana et Kolpino, km 670
- Péage de Saint-Pétersbourg (à système fermé), km 681

District Moskovski, km 685
- Échangeur entre , ,  et autoroute Poulkhovskoïe (vers St-Pétersbourg-centre), km 685

### Note sur le kilométrage
Les distances et points kilométriques ont été calculés via Yandex. Le kilomètre 1 n'existe pas, le premier kilomètre est le 15e.